# Chapala
Chapala è una città e un comune nello stato centrale messicano di Jalisco, che si trova sulla sponda settentrionale del Lago di Chapala, il lago d'acqua dolce più grande del Messico. Secondo il censimento del 2005, la popolazione del comune era di 43 345 abitanti.

## Geografia fisica
Chapala si trova 45 km a sud - sud est di Guadalajara, sulla Mexico Highway 44.

## Storia
Anche se ci sono diverse teorie circa l'origine del nome della città, la più probabile è che provenga da Chapalac, il nome dell'ultimo capo dei popoli indigeni di lingua Nahuatl della regione. Chapala divenne comune ufficiale il 10 settembre 1864, per decreto del Congresso di Stato di Jalisco.

## Cultura
Nel 1940, il famoso scrittore statunitense Tennessee Williams si stabilì a Chapala per un po', a lavorare sulla commedia intitolata The Poker Night, che in seguito divenne A Streetcar Named Desire. Come Williams spiega nel suo saggio The Catastrophe of Success, Chapala gli ha offerto un posto ideale per lavorare, "un luogo remoto tra gli stranieri dove è possibile farsi una bella nuotata."
Dal 1960, Chapala è stata frequentata sia da turisti messicani che internazionali. Tra le attrazioni culturali della zona vi è la musica mariachi, per la quale lo stato di Jalisco è particolarmente conosciuto. Mentre molte band mariachi di successo sono nate a Chapala, i gruppi più famosi hanno avuto origine nelle città vicine. La band mariachi più famosa del Messico è la Mariachi Vargas de Tecalitlán, fondata verso la fine del XIX secolo nella città di Tecalitlán, a sud di Jalisco, ma ora con sede in Città del Messico. Anche se la musica mariachi si crede abbia avuto origine nella città di Cocula, la maggiore concentrazione di mariachi si trova nella città di Guadalajara, che si trova a circa 30 km a nord di Chapala, ed è considerata la città che più incarna il concetto esterno del Messico diffuso attraverso i mass media internazionali (caratterizzato da charros, tequila, sombreros, e mariachi). Si tiene ogni autunno, in tutto il mondo, il festival dei mariachi, a cui partecipano regolarmente mariachi da tutto il mondo (anche dall'Europa e dall'Asia).

## Economia

### Turismo
Chapala, insieme con il suo lago omonimo, è considerata come la destinazione preferita per le vacanze del weekend, soprattutto dagli abitanti della città di Guadalajara. La maggior parte degli espatriati della zona (provenienti soprattutto da Stati Uniti e Canada) non risiede nella città vera e propria, ma nei dintorni e nel centro di Ajijic, un villaggio di circa 5 000 abitanti situato a circa 5 km a ovest di Chapala. Molti di questi residenti, vi rimangono per un lungo periodo di tempo, cercando di fare di Chapala la propria "casa".

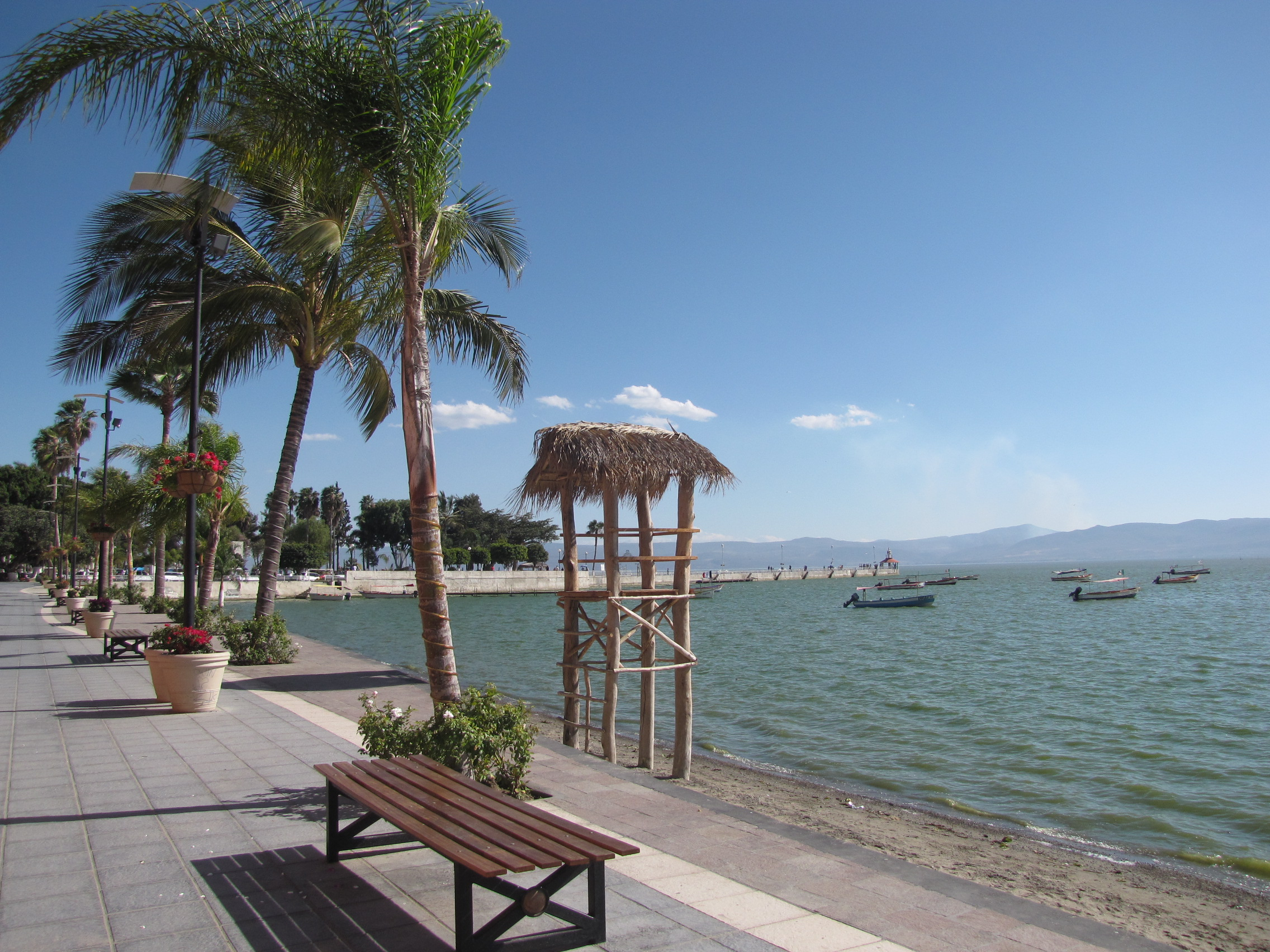
Spiaggia di Chapala vista dal Malecon
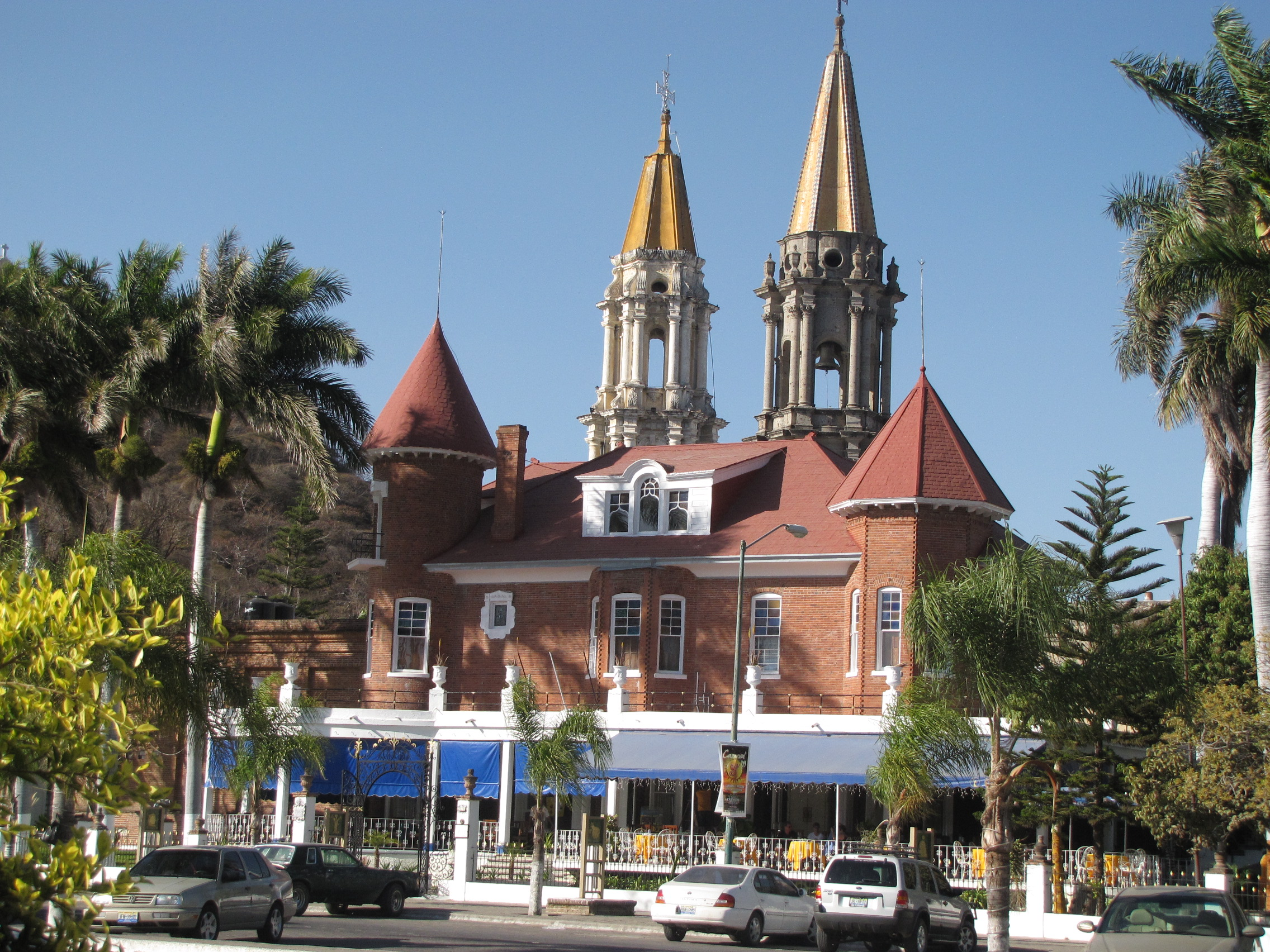
Hotel di Chapala Malecon